# تپه ده‌کن ۳
تپه ده کن ۳ مربوط به هزاره اول قبل از میلاد است و در شهرستان تکاب، بخش مرکزی، دهستان انصار، روستای آق قلعه واقع شده و این اثر در تاریخ ۷ اسفند ۱۳۸۵ با شمارهٔ ثبت ۱۷۶۲۳ به‌عنوان یکی از آثار ملی ایران به ثبت رسیده است.